# 3-羟基犬尿氨酸
3-羟基犬尿氨酸是一种非蛋白氨基酸，分子式C10H12N2O4，也是l-色氨酸到烟酸的代谢中间产物，可过滤人体晶状体中的紫外线。